# Bolton (efternamn)
Bolton är ett engelskt efternamn.

## Personer med efternamnet Bolton
- Guy Bolton
- John Bolton
- Michael Bolton
- Nancye Wynne Bolton
- Ruthie Bolton
- Sharon J. Bolton
- Walter James Bolton